# Moskitonetz

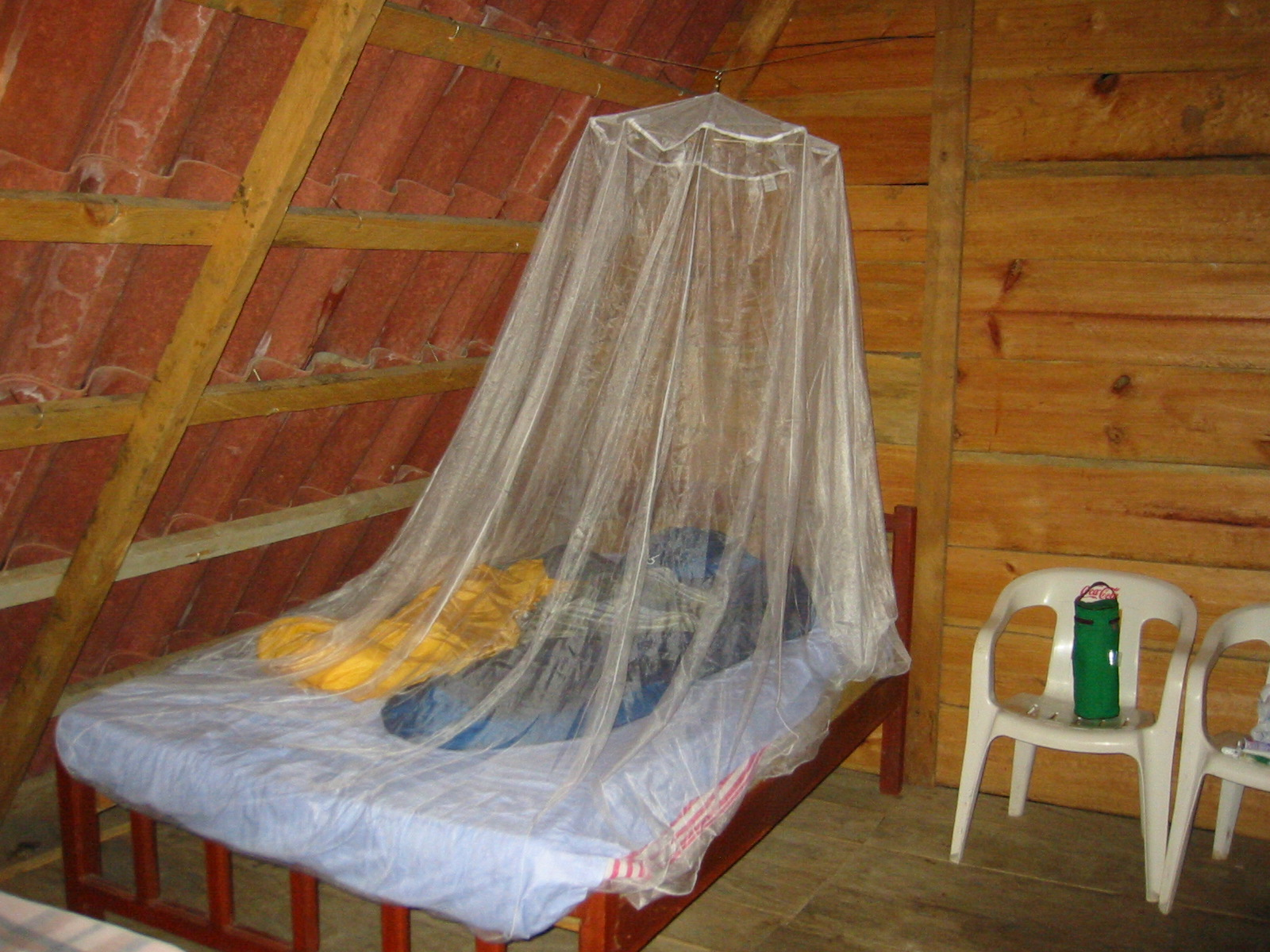
Moskitonetz

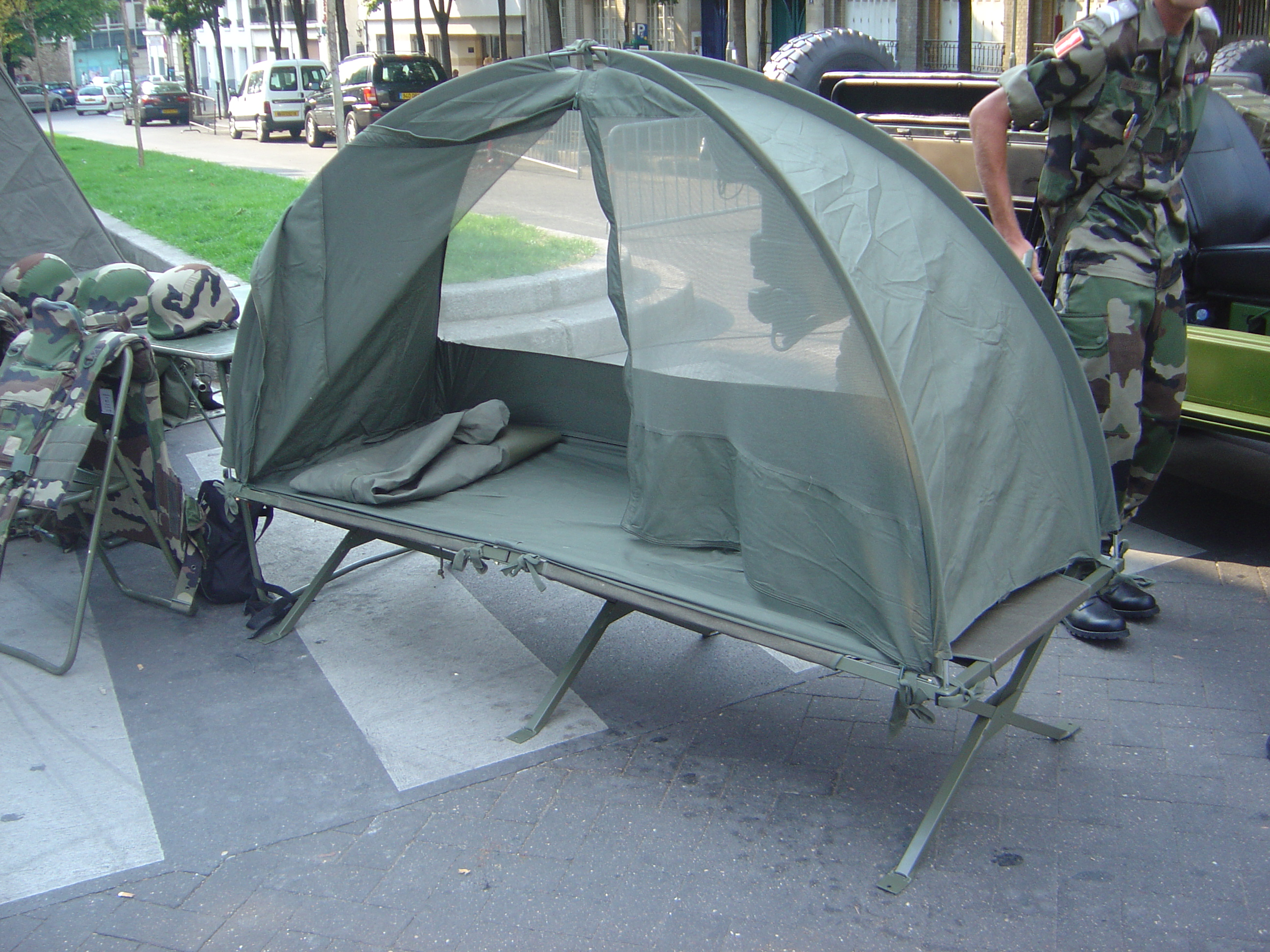
Französisches Feldbett mit Moskitonetz

Moskitonetze (auch Mückennetze oder Bettnetze) schützen ruhende Menschen vor dem Kontakt mit Insekten. Sie werden vor allem eingesetzt, um die Übertragung von Krankheiten durch Insekten (besonders Stechmücken, Sandmücken und Fliegen) einzuschränken. Bettnetze können verhindern, dass gesunde Menschen von infektiösen Überträgern mit Krankheitserregern angesteckt werden, und dass erkrankte Patienten die Erreger an uninfizierte Überträger weitergeben. Sie sind unter anderem ein wichtiger Bestandteil der Malariaprophylaxe.
Mückennetze bestehen heute aus einem feinmaschigen Polyester- oder Nylonnetz. Dessen Maschen sind klein genug, um die Insekten am Eindringen zu hindern. Laut WHO soll die Maschendichte gegen Malaria-Mücken mindestens 25 Löcher pro cm² betragen. Je kleiner die Maschenweite, desto höher der Schutz auch vor kleinen Insekten (vor allem Sandmücken), desto geringer allerdings auch Luftaustausch und Komfort. Ein Moskitonetz wird zeltartig über dem Ruhelager angebracht. Da die Insekten durch das Netz hindurch beißen oder stechen können, darf es nicht am Körper anliegen.
Moskitonetze, die mit Insektiziden behandelt sind (engl. „insecticide-treated nets“, ITNs), werden seit den 1980er Jahren zur Malariaprophylaxe verwendet. Diese insektizidbehandelten Bettnetze müssen allerdings nach wenigen Wäschen neu imprägniert oder ersetzt werden. Inzwischen wurden langlebigere imprägnierte Netze entwickelt (engl. „long-lasting insecticidal nets“, LLINs). Hier sind die Insektizide mit einem chemischen Bindemittel so gebunden, dass bis zu zwanzig Wäschen oder mehr als drei Jahre Nutzungsdauer möglich sein können.
Meist werden für insektizidbehandelte Bettnetze Pyrethroide verwendet, die je nach erhaltener Dosis die Mücken abschrecken, ausschalten oder töten. Die WHO empfiehlt die Pyrethroide Permethrin, Deltamethrin und Alphacypermethrin.
Insektizidbehandelte Bettnetze wirken nicht nur gegen fliegende, sondern auch gegen andere den Menschen angreifende Insekten wie Flöhe, Bettwanzen oder blutsaugende Raubwanzen (Triatominae).
Wie bei der Verwendung von allen Insektiziden existiert auch bei den mit ihnen behandelten Bettnetzen das Risiko, dass die betroffenen Insekten resistent werden. Es wird daher stetig an Entwicklung neuer sowohl chemischer als auch biologischer Insektizide gearbeitet, die für den Verwender ungefährlich genug sind, um sie in Bettnetzen einsetzen zu können.

## Alternativen
Moskitonetze behindern die Luftzirkulation, weshalb ihre Verwendung gerade in tropischen Gebieten unangenehm sein kann. Außer dem Aufenthalt in klimatisierten Räumen gibt es allerdings für den persönlichen Schutz eines ruhenden Menschen kaum ähnlich effiziente Alternativen.
Selbst hochwirksame Repellents werden im Schlaf abgerieben und verlieren damit schnell ihre Schutzwirkung.
Fliegengitter sind häufig zu weitmaschig. Außerdem ist das Eindringen von Insekten durch geöffnete Türen damit nicht zu verhindern.
Pyrethroide sind in der Gasphase für Insekten ebenfalls abschreckend. Ihr Freisetzen aus Räucherspiralen, speziellen Lampen oder elektrisch beheizten Verdampfern kann die Stichbelastung erheblich verringern. In höherer Konzentration können sie allerdings unter anderem Atemwegsreizungen hervorrufen, ihre Verwendung bei Anwesenheit von Schwangeren, Säuglingen oder Kleinkindern sollte vermieden werden.